# Nippon Ham
NH Foods Ltd. (яп. 日本ハム株式会社, Nippon Hamu Кабусікі-ґайся)  (англійська назва до 2014 року: Nippon Meat Packers, Inc.) — конгломерат з переробки продуктів харчування з головним офісом в Умеда, Кіта-ку, Осака, Японія.

## Історія

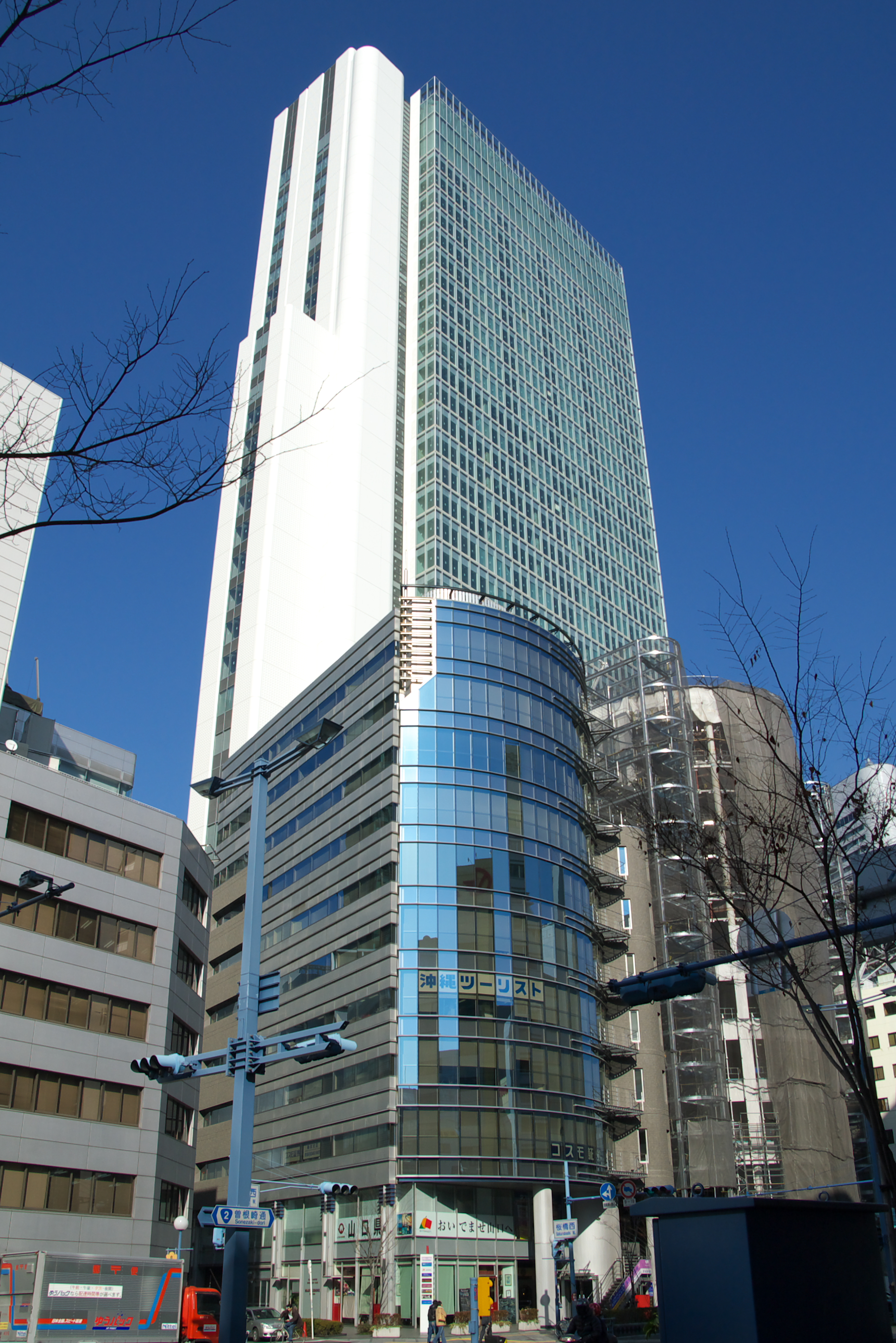
Вежа "Бриз", де розташовується штаб-квартира компанії

Заснована в 1949 році, компанія широко відома як Nippon Ham (стилізовано під Nipponham ). Будучи транснаціональною корпораціяєю Nippon Ham має дочірні компанії по всьому світу, включаючи Китай і Сполучені Штати. Окрім основного бізнесу з пакування м’яса та іншої харчової промисловості, компанія володіє Hokkaido Nippon-Ham Fighters, професійною бейсбольною командою Тихоокеанської ліги Японії, а також частиною футбольної команди J-ліги Cerezo Osaka.
Одним з напрямків виробництво кампанії є продукти рослинного походження, які за смаковими якостями проектуванні замінити тваринну їжу. 2023 року компанія розробила з рослинних інгредієнтів продукт, який називають "альтернативою тунця". Винахідники сподіваються, що це допоможе зберегти запаси цього виду риб у світовому океані. Також компанія розробила рослинний суп із локшиною рамен, який відтворює смак бульйону зі свинячої кістки, і бутерброди з яловичиною по-корейськи з соєвим м’ясом. 